# Erik Flensted-Jensen
Erik Flensted-Jensen (1908 – 1993) var grundlægger og leder af Danish Gym Team, som fra 1939 til 1986 rejste verden rundt for at vise dansk elitegymnastik frem. Han har med sine hold givet over 2.000 opvisninger for mere end 2 millioner tilskuere i lande overalt på kloden. På den måde har han været ambassadør ikke bare for den danske gymnastik men også for Danmark og dansk kultur. 
Erik Flensted-Jensen var hovedinspiration til DGI's Verdenshold, som genoptog projektet i 1994. 